# Weissia welwitschii
Weissia welwitschii är en bladmossart som beskrevs av W. P. Schimper 1876. Weissia welwitschii ingår i släktet krusmossor, och familjen Pottiaceae. Inga underarter finns listade i Catalogue of Life.